# Les rondalles del bard Gallard
Les rondalles del bard Gallard és un llibre de contes per a nens escrit per l'escriptora anglesa J. K. Rowling. Pretén ser el llibre de nom homònim esmentat al darrer llibre de la saga principal, Harry Potter i les relíquies de la Mort.
Primerament, es va fer una edició limitada de només set còpies, cadascuna, il·lustrada a mà per J. K. Rowling. Una d'elles es va posar a subhasta a finals del 2007 i s'esperava que es licitaria £50.000 (80.000 €); finalment, l'empresa Amazon.com va pagar £1,95 milions (2,28 milions €) per ella. Es va convertir doncs, en el preu de compra més alt pagat per un manuscrit literari modern Els diners guanyats en la subhasta van ser donats a l'organització benefica The Children's Voice (actualment Lumos).
El llibre va ser posat a la venda per al públic en general el 4 de desembre de 2008 i la recaptació del qual es destina també a la mateixa organització benèfica.

## A Harry Potter
En l'últim llibre, l'Albus Dumbledore va deixar la seva còpia a l'Hermione Granger, indicant-li que esperava que l'Hermione la trobés "entretingut i instructiu". El llibre conté històries de nens de família maga (com en Ron Weasley). Ni en Harry Potter ni l'Hermione havien sentit parlar d'aquestes històries abans, degut a créixer en famílies de muggles.
El llibre conté un conte de fades anomenat La rondalla dels tres germans, que explica la llegenda de les Relíquies de la Mort, alguna cosa important per a l'últim llibre de la saga. Altres històries esmentades d'aquest llibre són La font de la bona fortuna, El bruixot i l'olla saltadora i La Babbity Rabbity i la soca riallera.

## Història de la publicació
Rowling va començar a escriure el llibre poc després de finalitzar el setè i darrer volum de la saga Harry Potter. Rownling va reconèixer, en una entrevista amb el seu fandom que s'havia inspirat en altres llibres per escriure el seu recull de contes. Concretament, La rondalla dels tres germans, l'únic dels contes inclosos íntegrament a Les relíquies de la Mort, està inspirada en el The Pardoner's Tale d'Els contes de Canterbury de Geoffrey Chaucer.

## Subhasta
L'edició "Moonstone" de 157 planes es va exhibir per primer cop abans de la subhasta el 26 de novembre a Nova York i el 9 de desembre a Londres. El llibre es va subhastar al Sotheby's de Londres el 13 de desembre de 2007. El preu de sortida va ser de 
£30.000 (46.000 €) i s'esperava que la venda es tanqués en unes £50.000 (80.000 €). La pugna per l'edició Moonstone va superar amb escreix totes les previsions i va ser adquirit per un representant de la concessionària d'obres d'art londinenca Hazlitt Gooden & Fox en nom d'Amazon per un total de £1.950.000 (2.280.000 €). Es va convertir doncs, en el preu de compra més alt pagat per un manuscrit literari modern fins a la data. Els diners guanyat a la subhasta van ser donats per Rowling a la campanya The Children's Voice charity.

## Sinopsi

### El bruixot i l'olla saltadora
La història tracta de l'herència d'un home vell que, generosament, va utilitzar la seva olla per preparar pocions màgiques i antídots per altra gent que necessitava la seva ajuda. Amb la seva mort, deixa totes les seves pertinences al seu fill, que no tenia cap de les virtuts del seu pare. Després de la mort del seu pare, el fill descobreix l'olla amb només una sabatilla dins i una nota del seu pare que diu, Amb l'afectuosa esperança, fill meu, que mai la necessitaràs.
Amargat per tenir només una olla, el fill tanca la porta a tothom qui li demana ajuda. Cada vegada que ho fa, l'olla es fa càrrec dels símptomes dels qui demanen ajuda. L'olla comença a molestar el fill i no el deixa tranquil fins que aquest ajuda a la gent del poble. Una vegada fet això, les malalties de l'olla desapareixen una a una. Finalment, la sabatilla que va rebre del seu pare surt de l'olla. El fill posa la sabatilla als peus de l'olla i els dos s'allunyen cap a la posta de sol.

### La font de la bona fortuna
En aquesta història hi ha una font que, una vegada l'any, pot ser utilitzada per una persona que s'hi banya llavors els seus problemes tenen resposta. Aquesta és la manera com es van conèixer tres bruixes. La primera d'elles, l'Asha, tenia una malaltia incurable. La segona, l'Amata.

## El llibre real
Rowling va acabar recentment un llibre també titulat Les rondalles del bard Gallard, oferint les quatre històries enumerades anteriorment i El cor pelut del nigromant. Ella va escriure aquest últim com el seu "adéu" a la saga de Harry Potter. Només set còpies del llibre s'han imprès i estan escrites i il·lustrades a mà per Rowling. Una subhasta es va realitzar a Sotheby el 13 de desembre de 2007 per a donar els diners a The Children's Voice, una fundació que ajuda a nens vulnerables a través d'Europa. El llibre va ser adquirit per Amazon.com, que van pagar una suma de 3.9 milions de dòlars. Les altres còpies del llibre s'han donat com regals a persones que van formar part de la vida de Rowling mentre va escriure la saga.
No obstant això, recentment Amazon ha anunciat la propera publicació de l'edició en anglès d'aquest llibre de contes. Se'n faran dues edicions diferents, una de normal i una segona de col·leccionista amb un facsímil del manuscrit de J.K. Rowling. El dia 4 de desembre de 2008 es feu l'estrena mundial del llibre Les rondalles del bard Gallard.